# Ilmar Mändmets
Ilmar Mändmets (* 30. April 1944 in  Mõisaküla; † 6. Dezember 2015) war ein estnischer Agrarexperte und Politiker.

## Landwirtschaft
Ilmar Mändmets schloss 1962 die Schule im heimischen Mõisaküla im Süden Estlands ab. 1970 beendete er sein Studium an der Estnischen Agrarakademie ( Eesti Põllumajanduse Akadeemia).
Von 1970 bis 1972 war Mändmets als Agronom in Olustvere. Von 1972 bis 1974 war er dort Parteisekretär. Von 1974 bis 1976 unterrichtete er an der Estnischen Agrarakademie die Fächer Gartenbau und Insektenkunde. 1976/77 leitete er in Puiatu bei Viljandi die dortige Abteilung einer Musterkolchose. Von 1977 bis 1981 war er Vorstandsvorsitzender der Kolchose Lembit. Von 1981 bis 1990 war Mändmets Direktor der Musterkolchose Viljandi, von 1990 bis 1992 Vorsitzender des Vorstands der Kolchose Heimtali.

## Politik
1992 beendete Mändmets ein Wirtschaftsstudium an der Universität Tartu. Mit Wiedererlangung der estnischen Unabhängigkeit zog es Mändmets auch in die Politik. Er kandidierte bei den Parlamentswahlen 1992 und 1995 auf den Listen jeweils verschiedener Parteien für ein Abgeordnetenmandat und wurde in das estnische Parlament (Riigikogu) gewählt.
Vom 17. April bis zum 6. November 1995 war der parteilose Mändmets Landwirtschaftsminister im Kabinett von Ministerpräsident Tiit Vähi. Vom 6. November 1995 bis 17. März 1997 hatte er dasselbe Amt in der Nachfolgeregierung von Tiit Vähi inne.
1998 schloss sich Ilmar Mändmets den estnischen Sozialdemokraten an. Bei der Parlamentswahl 1999 kandidierte er vergeblich für einen Wiedereinzug in den Riigikogu.
Im Juni 2000 wurde Mändmets estnischer Ständiger Vertreter bei der Ernährungs- und Landwirtschaftsorganisation der Vereinten Nationen (FAO).